# Adrián Ubaldo Lozano
Adrián Ubaldo Lozano (Santa Cruz de la Sierra, 17 de maio de 1972) é um ex-futebolista boliviano que atuava como defensor.

## Carreira
Adrián Ubaldo Lozano integrou a Seleção Boliviana de Futebol na Copa América de 1999.